# Li Zuopeng
Li Zuopeng (en chinois : 李作鹏), né le 24 avril 1914 et décédé le 3 janvier 2009, est un homme politique chinois et un général de l'Armée populaire de libération.

## Biographie
Li Zuopeng est à Ji'an dans le Jiangxi en 1914. Il rejoint l'Armée rouge du Parti communiste chinois en 1930.
Proche de Lin Biao, Li Zuopeng est élu au 9e Politburo du Parti communiste chinois en 1969, pendant la Révolution culturelle. Accusé de tentative de coup d'État en 1971, il est jugé en même temps que la Bande des quatre. Son avocat est Zhang Sizhi.